# Lada Samara
Lada Samara var en personbilsmodel fra russiske Lada, som blev produceret fra 1984 til 2004.
Den blev produceret med 3- og 5-dørs hatchback karrosseri og 4-dørs sedan karrosseri og med benzinmotorer på 1,1, 1,3 og 1,5 liter. Desuden fandtes en version med wankelmotor og 140 hk.
- Lada Samara 2109
- Lada Samara 21099

## Specifikationer
| Model                                   | Slagvolume                          | Effekt / omdr.                      | Moment / omdr.                      | Motorkode(r)                        |
| Samara-modeller med karburatormotor     | Samara-modeller med karburatormotor | Samara-modeller med karburatormotor | Samara-modeller med karburatormotor | Samara-modeller med karburatormotor |
| --------------------------------------- | ----------------------------------- | ----------------------------------- | ----------------------------------- | ----------------------------------- |
| 1100                                    | 1,1 L (1099 cm³)                    | 39 kW (53 hk) / 5600                | 78 Nm / 3600                        | 21081                               |
| 1300                                    | 1,3 L (1288 cm³)                    | 45 kW (61 hk) / 5600                | 92 Nm / 4000                        | 21080                               |
| 1500                                    | 1,5 L (1499 cm³)                    | 50 kW (68 hk) / 5300                | 110 Nm / 3400                       | 21083                               |
| Samara-modeller med indsprøjtningsmotor |                                     |                                     |                                     |                                     |
| 1100 i                                  | 1,1 L (1099 cm³)                    | 43 kW (58 hk) / 5600                | 82 Nm / 4400                        | 21113                               |
| 1300 i                                  | 1,3 L (1288 cm³)                    | 50 kW (68 hk) / 5600                | 97 Nm / 4300                        | 21115                               |
| 1500 i                                  | 1,5 L (1499 cm³)                    | 52 kW (71 hk) / 4800                | 118 Nm / 2800                       | 2111                                |

- Wikimedia Commons har flere filer relateret til Lada Samara

| Stub | Spire Denne bilrelaterede artikel er en spire som bør udbygges. Du er velkommen til at hjælpe Wikipedia ved at udvide den. |